# Bathanthidium bifoveolatum
Bathanthidium bifoveolatum is een vliesvleugelig insect uit de familie Megachilidae. De wetenschappelijke naam van de soort is voor het eerst geldig gepubliceerd in 1937 door Alfken.